# الدوینیو لنگای
الدوینیو لنگای (به لاتین: Ol Doinyo Lengai) یک کوه در تانزانیا است که در شهرستان انگورونگورو واقع شده‌است. الدوینیو لنگای ۳٬۱۸۸ متر بالاتر از سطح دریا واقع شده‌است.

## نگارخانه

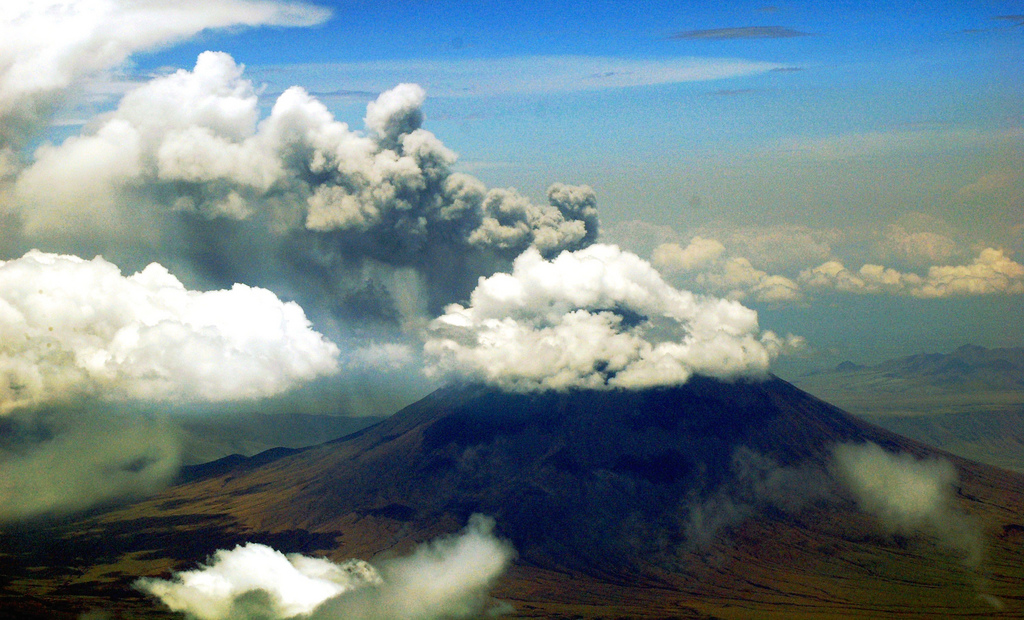
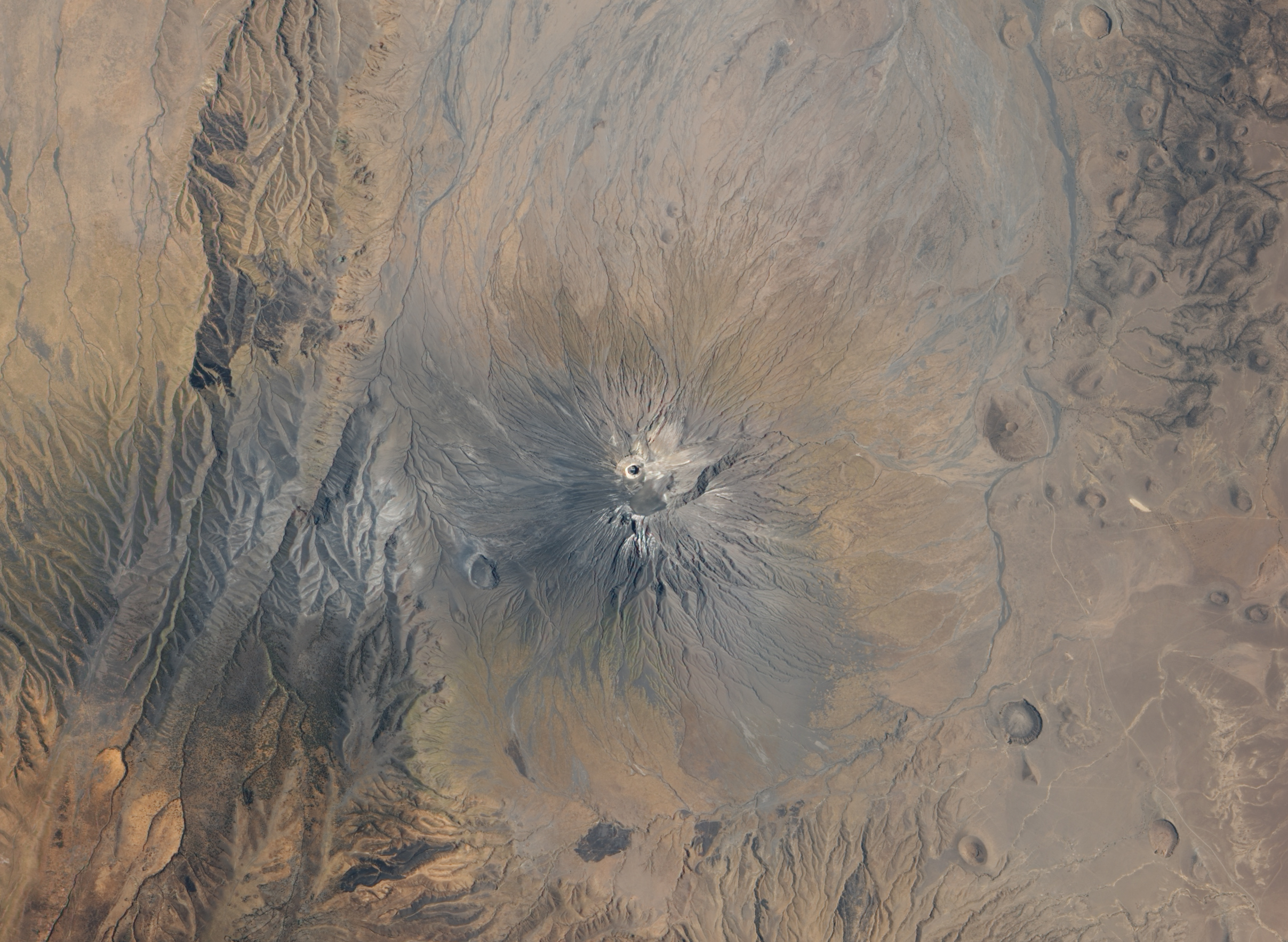
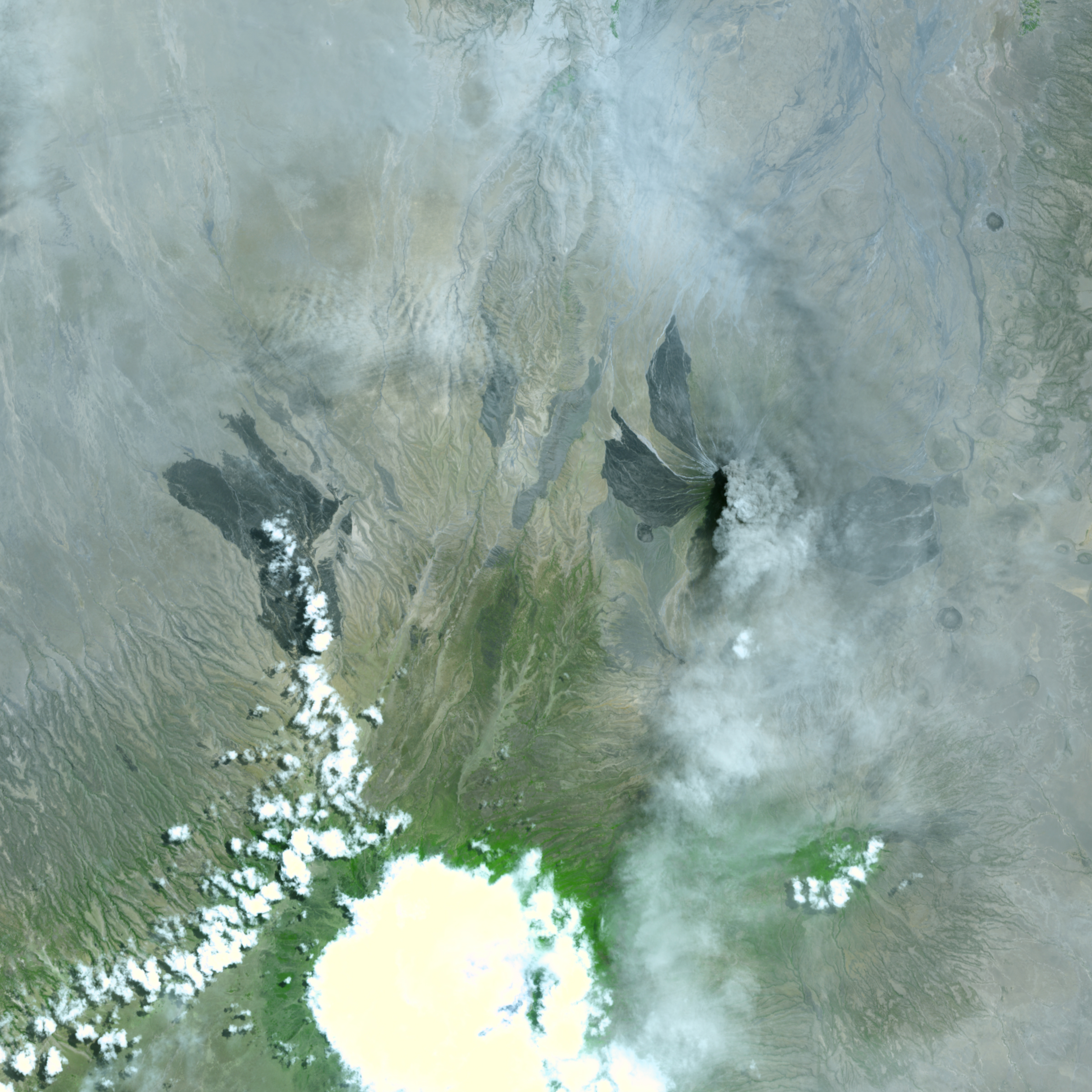
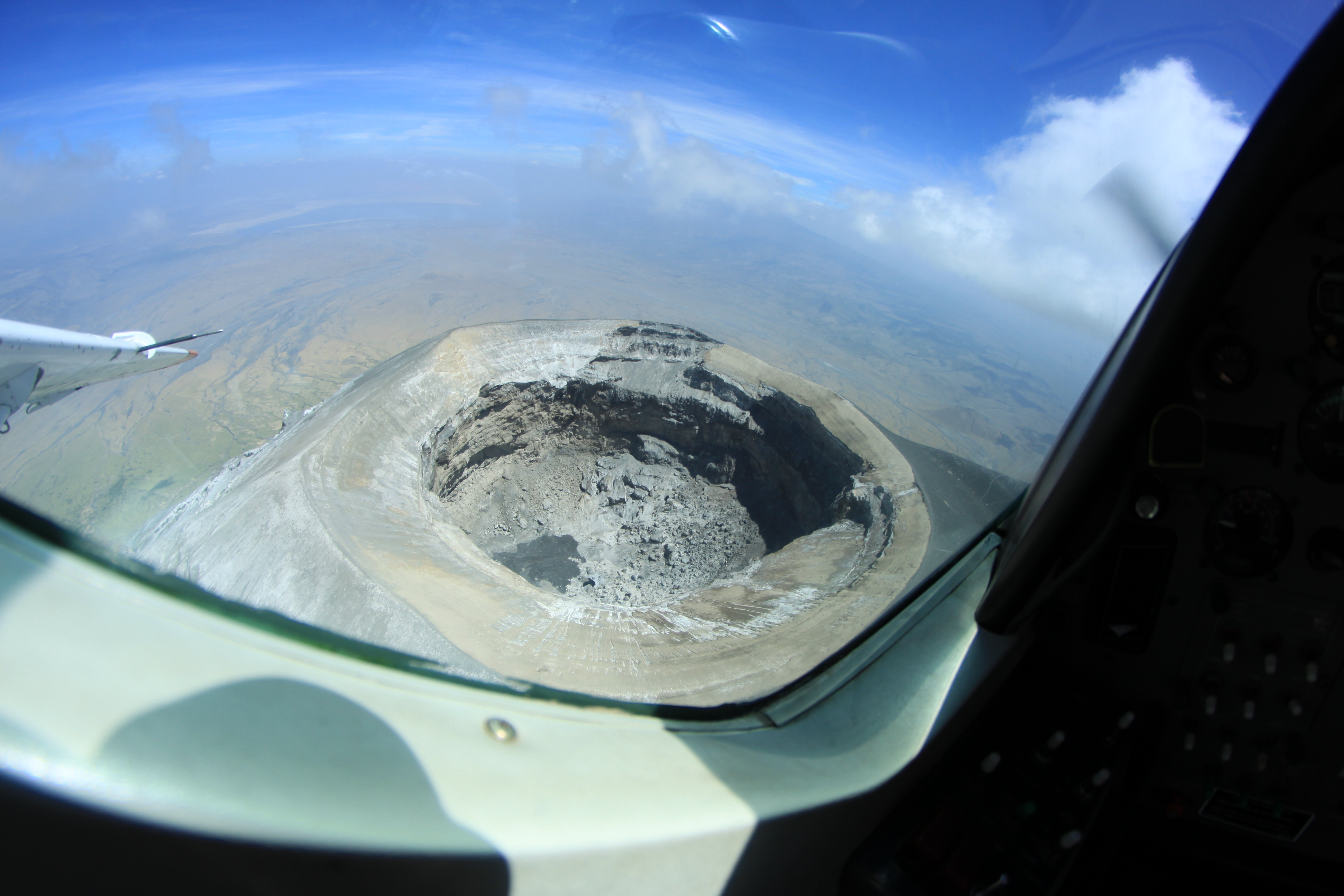
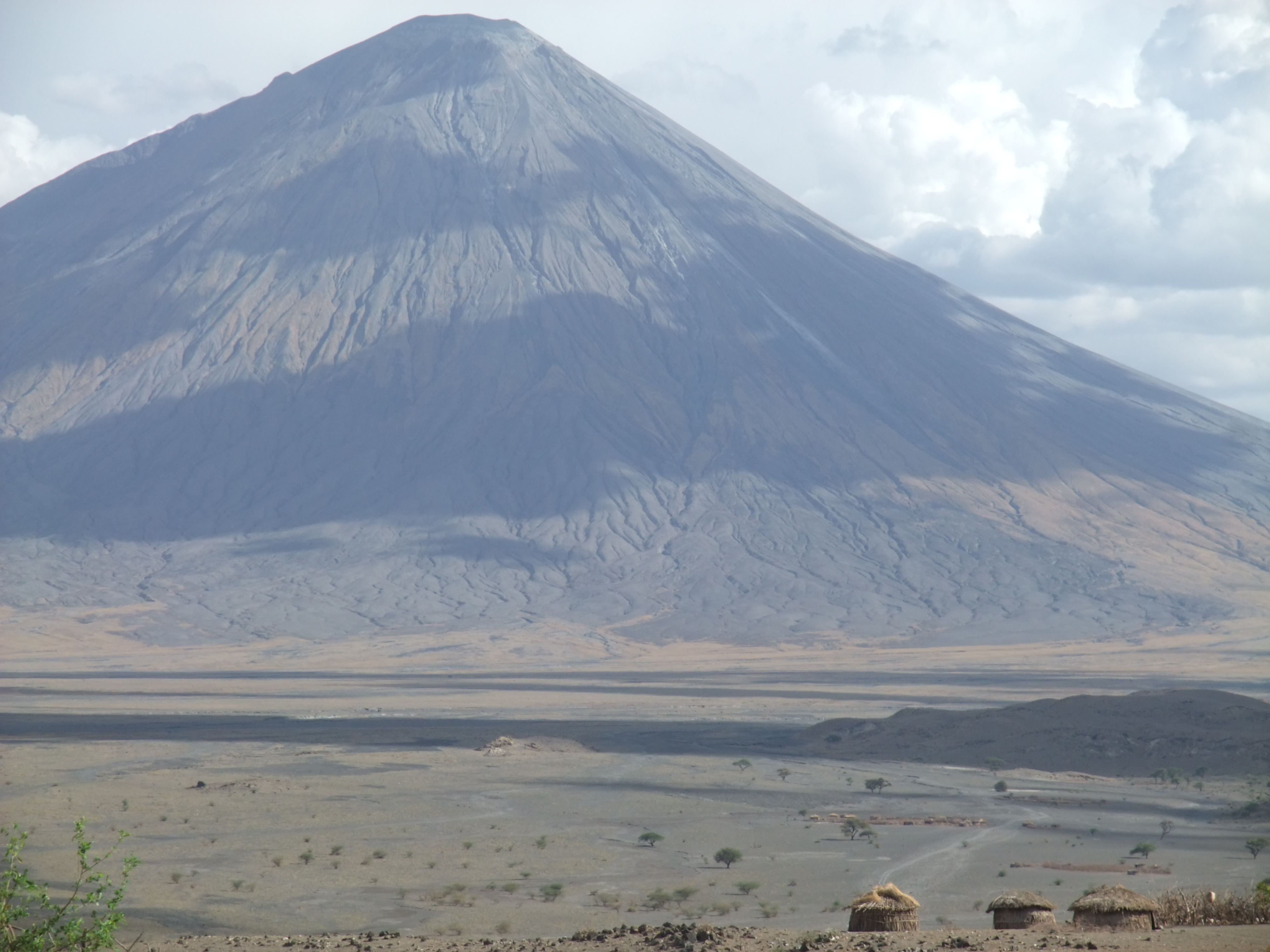
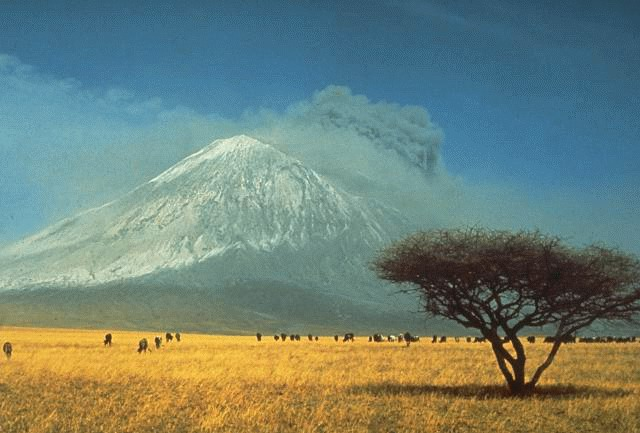
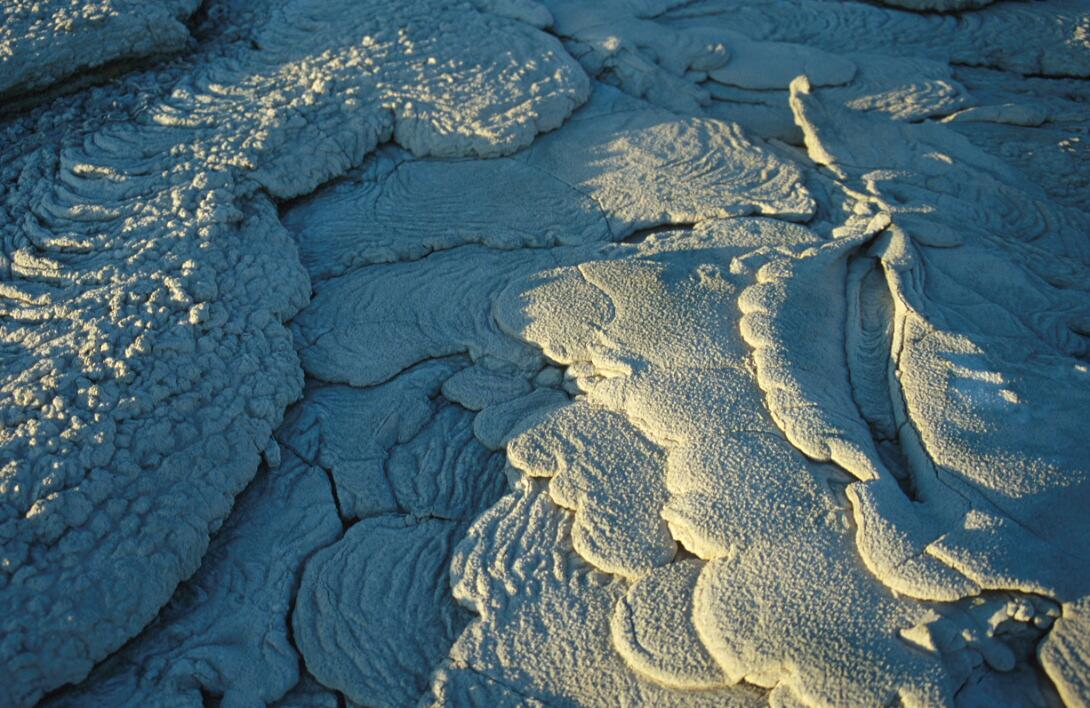
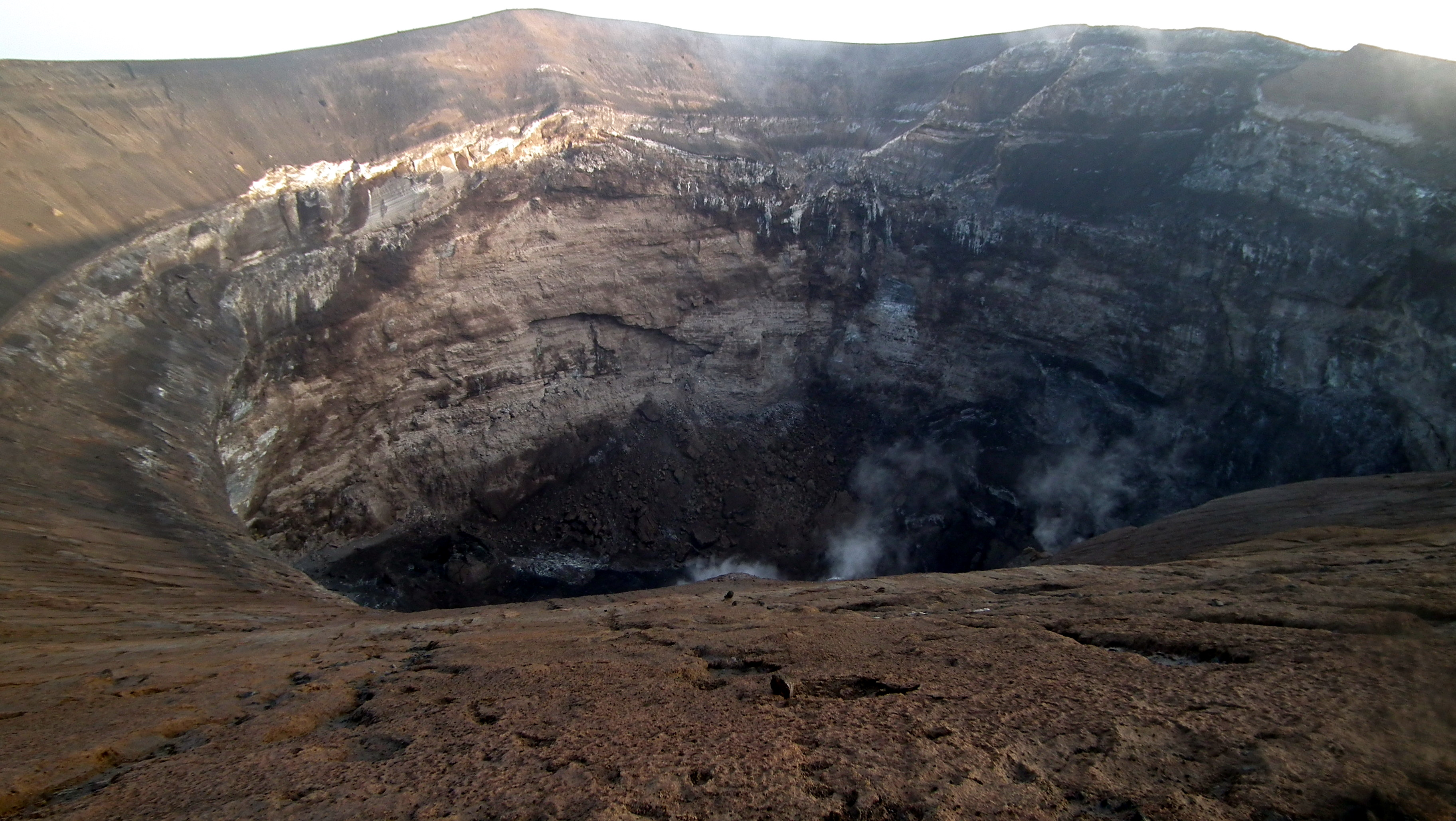